# Opération Assured Delivery

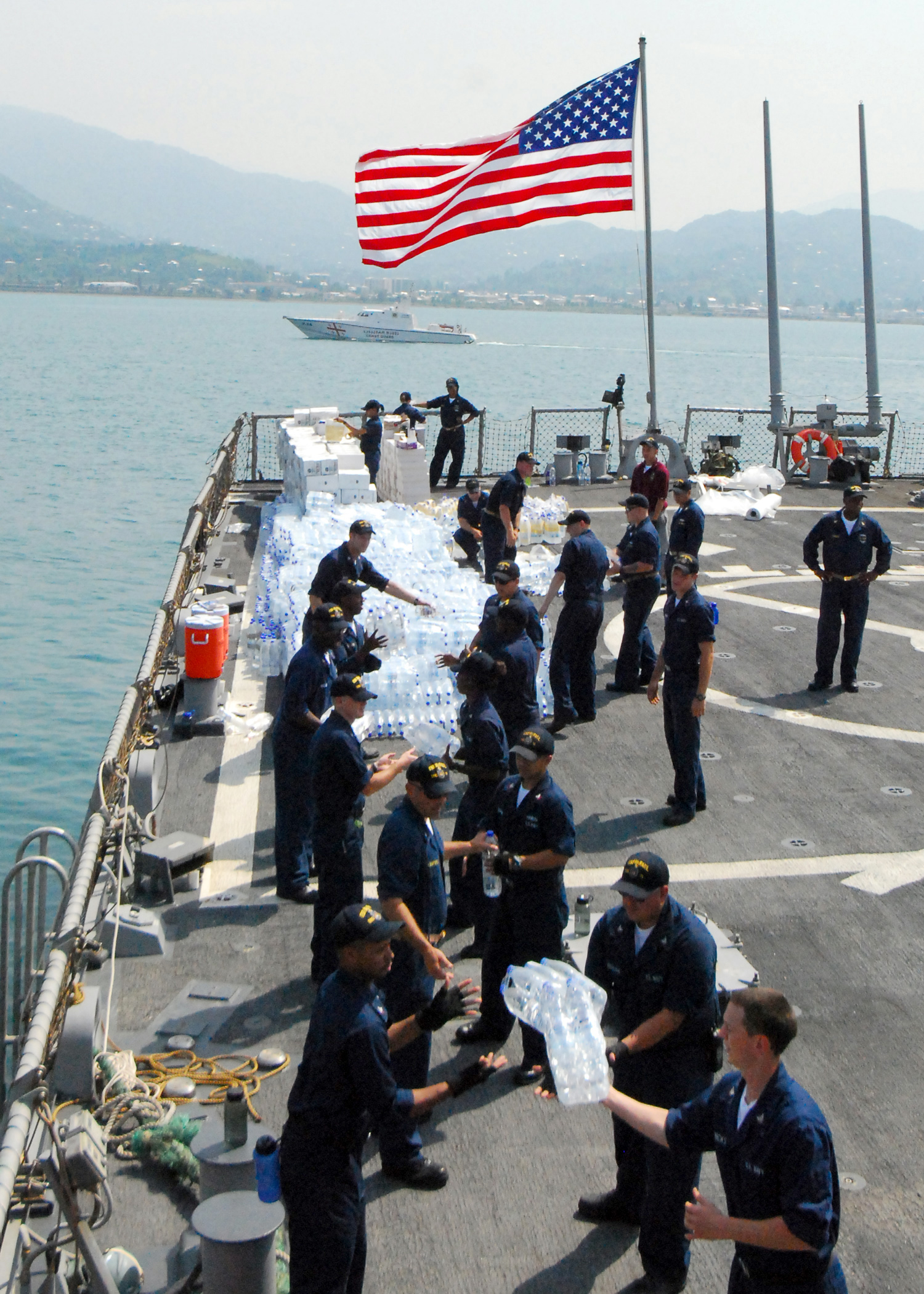
Le USS McFaul (DDG-74) de l'US Navy déchargeant de l'aide humanitaire le 24 août 2008 à Batoumi. Une vedette des garde-côtes géorgiens est visible à l'arrière-plan.

L’opération Assured Delivery (en français Livraison assurée) est une opération menée par les forces armées des États-Unis du 13 août au 10 septembre 2008 visant à fournir à la Géorgie une aide humanitaire (matériel médical, abris, eau et nourriture entre autres) dans le contexte de la deuxième Guerre d'Ossétie du Sud qui l'oppose à ses provinces séparatistes d'Abkhazie et d'Ossétie du Sud soutenues par la Russie depuis le 7 août.

## Déploiement des forces américaines

### US Air Force
Au 27 août 2008, l'US Air Force a réalisé au total 55 sorties de transport aérien livrant 1 944 000 livres (881 tonnes) de fournitures humanitaires aux civils géorgiens.

### US Navy
Au 27 août 2008, le destroyer USS McFaul de l'US Navy décharge 155 000 livres (70 tonnes) de fournitures au port de Batoumi,. De plus, l'USS Mount Whitney arrive le 5 septembre au port de Poti livrant de l'aide humanitaire supplémentaire aux Géorgiens.

### US Coast Guard
Au 27 août 2008, l'USCGC Dallas (WHEC-716) de l'US Coast Guard avait livré 76 000 livres (34 00 kilos) de fournitures humanitaires.

## Réaction russe
Le président russe Dmitri Medvedev a accusé les États-Unis d'utiliser l'opération Assured Delivery comme une couverture pour fournir un soutien militaire à la Géorgie. Les médias occidentaux rapportent que le USS McFaul a préféré décharger sa cargaison au port de Batoumi (sous contrôle géorgien), plutôt qu'au port de Poti afin d'éviter une éventuelle confrontation avec les troupes russes encore présentes dans la ville. Cependant, l'USS Mount Whitney s'est amarré à Poti. Les autorités russes se sont dites inquiètes de l'arrivée du navire, craignant que celui-ci n'apporte pas une aide humanitaire, mais contribue à mettre en place d'importantes capacités de surveillance des États-Unis dans la région.